# Europacupen i ishockey 1996/1997
Europacupen i ishockey 1996/1997 inleddes den 11 oktober 1996, och avslutades den 30 december samma år. Turneringen vanns av ryska Lada Toljatti, som besegrade svenska Modo i finalspelet. Det var den sista upplagan av gamla Europacupen.

## Första gruppspelsomgången

### Grupp A
Belgrad, Serbien, Jugoslavien
| Lag 1             | Resultat | Lag 2                  |
| ----------------- | -------- | ---------------------- |
| Dunaferr SE       | 33-1     | Kavaklıdere Belediyesi |
| KHK Crvena Zvezda | 3-1      | Slavia Sofia           |
| KHK Crvena Zvezda | 9-2      | Kavaklıdere Belediyesi |
| Dunaferr SE       | 12-0     | Slavia Sofia           |
| Slavia Sofia      | 10-1     | Kavaklıdere Belediyesi |
| KHK Crvena Zvezda | 2-4      | Dunaferr SE            |

### Grupp A, slutställning
| Placering | Lag                    | Poäng |
| 1         | Dunaferr SE            | 6     |
| 2         | KHK Crvena Zvezda      | 4     |
| 3         | Slavia Sofia           | 2     |
| 4         | Kavaklıdere Belediyesi | 0     |

### Grupp B
Ljubljana, Slovenien
| Lag 1                  | Resultat | Lag 2      |
| ---------------------- | -------- | ---------- |
| EHC Kloten             | 9-0      | KHL Zagreb |
| HDD Olimpija Ljubljana | 9-3      | KHL Zagreb |
| HDD Olimpija Ljubljana | 3-4      | EHC Kloten |

### Grupp B, slutställning
| Placering | Lag                    | Poäng |
| 1         | EHC Kloten             | 4     |
| 2         | HDD Olimpija Ljubljana | 2     |
| 3         | KHL Zagreb             | 0     |

### Grupp C
Sheffield, England, United Kingdom
| Lag 1               | Resultat | Lag 2               |
| ------------------- | -------- | ------------------- |
| HC Steaua Bucureşti | 5-2      | Tilburg Trappers    |
| Sheffield Steelers  | 16-0     | CH Jaca             |
| HC Steaua Bucureşti | 7-1      | CH Jaca             |
| Sheffield Steelers  | 5-1      | Tilburg Trappers    |
| Tilburg Trappers    | 12-8     | CH Jaca             |
| Sheffield Steelers  | 4-1      | HC Steaua Bucureşti |

### Grupp C, slutställning
| Placering | Lag                 | Poäng |
| 1         | Sheffield Steelers  | 6     |
| 2         | HC Steaua Bucureşti | 4     |
| 3         | Tilburg Trappers    | 2     |
| 4         | CH Jaca             | 0     |

### Grupp D
Novopolotsk, Vitryssland
| Lag 1                   | Resultat | Lag 2                   |
| ----------------------- | -------- | ----------------------- |
| Polymir Novopolotsk     | 19-1     | Narva Kreenholm         |
| Torpedo Ust-Kamenogorsk | 14-1     | Narva Kreenholm         |
| Polymir Novopolotsk     | 2-4      | Torpedo Ust-Kamenogorsk |

### Grupp D, slutställning
| Placering | Lag                     | Poäng |
| 1         | Torpedo Ust-Kamenogorsk | 4     |
| 2         | Polymir Novopolotsk     | 2     |
| 3         | Narva Kreenholm         | 0     |

### Grupp E
Nowy Targ, Polen
| Lag 1             | Resultat | Lag 2           |
| ----------------- | -------- | --------------- |
| Podhale Nowy Targ | 11-2     | Jerusalem Lions |
| Sokil Kyiv        | 7-4      | SC Energija     |
| Sokil Kyiv        | 9-1      | Jerusalem Lions |
| Podhale Nowy Targ | 12-1     | SC Energija     |
| Jerusalem Lions   | 7-4      | SC Energija     |
| Podhale Nowy Targ | 0-4      | Sokil Kyiv      |

### Grupp E, slutställning
| Placering | Lag               | Poäng |
| 1         | Sokil Kyiv        | 6     |
| 2         | Podhale Nowy Targ | 4     |
| 3         | Jerusalem Lions   | 2     |
| 4         | SC Energija       | 0     |

 VEU Feldkirch,
 HC Nik's Brih,
 Storhamar,
 HC Bolzano,
 Brest HC,
 HPK,
 TJ VSŽ Košice,
 HC Petra Vsetín,
 Lada Toljatti,
 Modo  : vidare direkt

## Andra gruppspelsomgången

### Grupp F
Toljatti, Ryssland
| Lag 1                  | Resultat | Lag 2                  |
| ---------------------- | -------- | ---------------------- |
| HDD Olimpija Ljubljana | 5-1      | HC Nik's Brih          |
| Lada Toljatti          | 8-1      | Dunaferr SE            |
| Dunaferr SE            | 8-4      | HC Nik's Brih          |
| Lada Toljatti          | 6-0      | HDD Olimpija Ljubljana |
| HDD Olimpija Ljubljana | 5-3      | Dunaferr SE            |
| Lada Toljatti          | 6-0      | HC Nik's Brih          |

### Grupp F, slutställning
| Placering | Lag                    | Poäng |
| 1         | Lada Toljatti          | 6     |
| 2         | HDD Olimpija Ljubljana | 4     |
| 3         | Dunaferr SE            | 2     |
| 4         | HC Nik's Brih          | 0     |

### Grupp G
Bolzano, Italien
| Lag 1         | Resultat | Lag 2               |
| ------------- | -------- | ------------------- |
| TJ VSŽ Košice | 6-1      | EHC Kloten          |
| HC Bolzano    | 15-2     | HC Steaua Bucureşti |
| TJ VSŽ Košice | 10-1     | HC Steaua Bucureşti |
| HC Bolzano    | 1-4      | EHC Kloten          |
| EHC Kloten    | 7-0      | HC Steaua Bucureşti |
| HC Bolzano    | 2-1      | TJ VSŽ Košice       |

### Grupp G, slutställning
| Placering | Lag                 | Poäng  |
| 1         | TJ VSŽ Košice       | 4 (+4) |
| 2         | EHC Kloten          | 4 (-2) |
| 3         | HC Bolzano          | 4 (-2) |
| 4         | HC Steaua Bucureşti | 0      |

### Grupp H
Tavastehus, Finland
| Lag 1               | Resultat | Lag 2               |
| ------------------- | -------- | ------------------- |
| Storhamar           | 7-5      | Sheffield Steelers  |
| HPK                 | 3-2      | Polymir Novopolotsk |
| Storhamar           | 1-1      | Polymir Novopolotsk |
| HPK                 | 2-2      | Sheffield Steelers  |
| Polymir Novopolotsk | 5-4      | Sheffield Steelers  |
| HPK                 | 3-0      | Storhamar           |

### Grupp H, slutställning
| Placering | Lag                 | Poäng |
| 1         | HPK                 | 5     |
| 2         | Polymir Novopolotsk | 3     |
| 3         | Storhamar           | 2     |
| 4         | Sheffield Steelers  | 1     |

### Grupp J
Feldkirch, Vorarlberg, Österrike
| Lag 1                   | Resultat | Lag 2                   |
| ----------------------- | -------- | ----------------------- |
| HC Petra Vsetín         | 8-1      | Podhale Nowy Targ       |
| VEU Feldkirch           | 7-5      | Torpedo Ust-Kamenogorsk |
| VEU Feldkirch           | 9-2      | Podhale Nowy Targ       |
| HC Petra Vsetín         | 9-3      | Torpedo Ust-Kamenogorsk |
| Torpedo Ust-Kamenogorsk | 6-1      | Podhale Nowy Targ       |
| VEU Feldkirch           | 5-2      | HC Petra Vsetín         |

### Grupp J, slutställning
| Placering | Lag                     | Poäng |
| 1         | VEU Feldkirch           | 6     |
| 2         | HC Petra Vsetín         | 4     |
| 3         | Torpedo Ust-Kamenogorsk | 2     |
| 4         | Podhale Nowy Targ       | 0     |

### Grupp K
Bordeaux, Frankrike
| Lag 1      | Resultat | Lag 2             |
| ---------- | -------- | ----------------- |
| Sokil Kyiv | 7-0      | KHK Crvena Zvezda |
| Brest HC   | 3-4      | Modo              |
| Brest HC   | 17-0     | KHK Crvena Zvezda |
| Modo       | 4-2      | Sokil Kyiv        |
| Modo       | 17-0     | KHK Crvena Zvezda |
| Brest HC   | 3-2      | Sokil Kyiv        |

### Grupp K, slutställning
| Placering | Lag               | Poäng |
| 1         | Modo              | 6     |
| 2         | Brest HC          | 4     |
| 3         | Sokil Kyiv        | 2     |
| 4         | KHK Crvena Zvezda | 0     |

 Düsseldorfer EG  : vidare direkt

## Finalomgång
Düsseldorf, Nordrhein-Westfalen, Tyskland

### Grupp L
| Lag 1           | Resultat | Lag 2         |
| --------------- | -------- | ------------- |
| Lada Toljatti   | 5-0      | TJ VSŽ Košice |
| Düsseldorfer EG | 7-2      | TJ VSŽ Košice |
| Düsseldorfer EG | 2-7      | Lada Toljatti |

### Grupp L, slutställning
| Placering | Lag             | Poäng |
| 1         | Lada Toljatti   | 4     |
| 2         | Düsseldorfer EG | 2     |
| 3         | TJ VSŽ Košice   | 0     |

### Grupp M
| Lag 1         | Resultat | Lag 2         |
| ------------- | -------- | ------------- |
| Modo          | 5-3      | VEU Feldkirch |
| VEU Feldkirch | 4-2      | HPK           |
| HPK           | 4-3      | Modo          |

### Grupp M, slutställning
| Placering | Lag           | Poäng  |
| 1         | Modo          | 2 (+1) |
| 2         | VEU Feldkirch | 2 (0)  |
| 3         | HPK           | 2 (-1) |

### Match om tredje pris
| Lag 1           | Resultat | Lag 2         |
| --------------- | -------- | ------------- |
| Düsseldorfer EG | 5-3      | VEU Feldkirch |

### Final
| Lag 1         | Resultat | Lag 2 |
| ------------- | -------- | ----- |
| Lada Toljatti | 4-3      | Modo  |